# Dederiyeh
Koordinaten: 36° 24′ 0″ N, 36° 52′ 0″ O

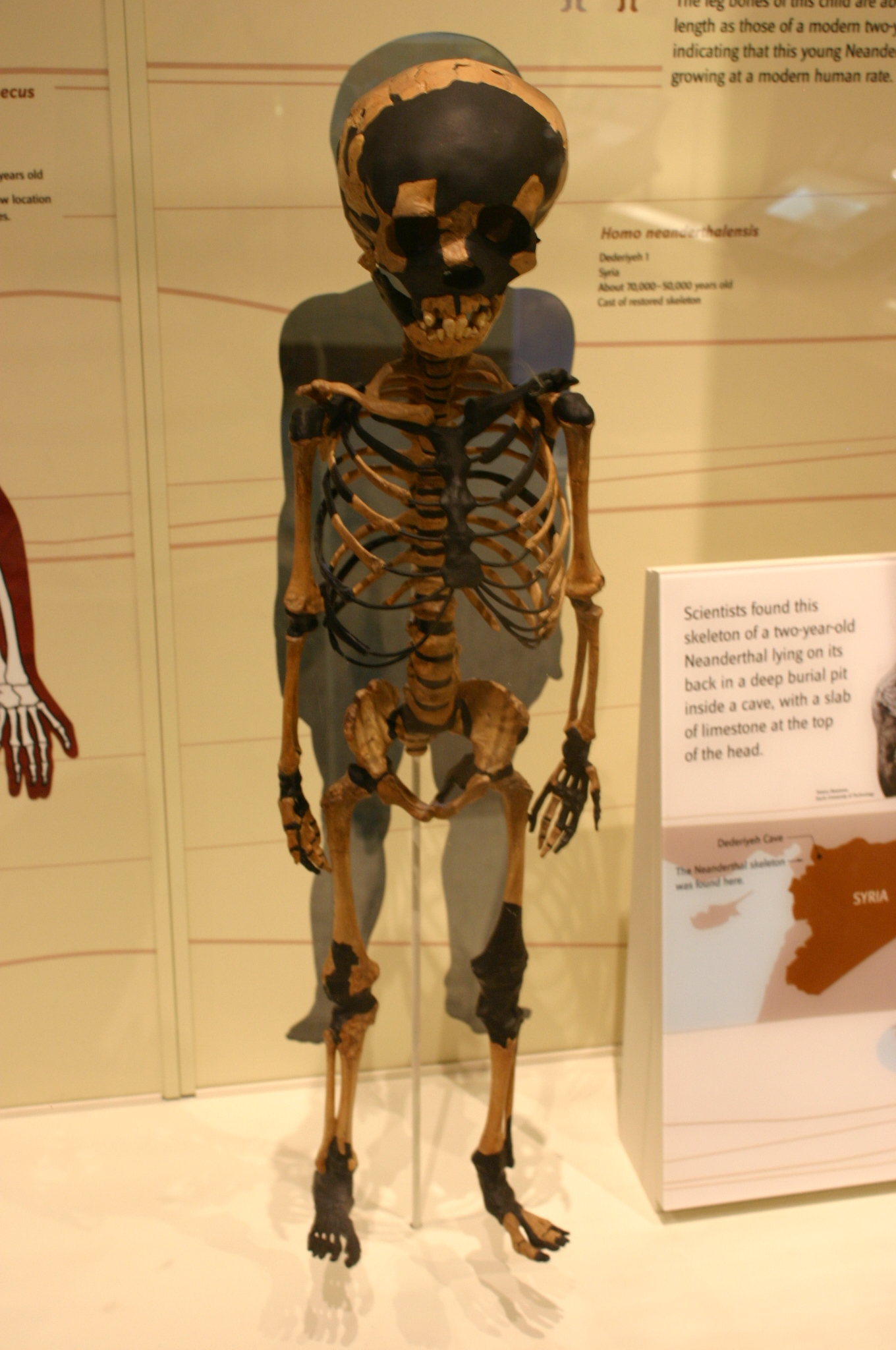
Dederiyeh 1, Rekonstruktion eines etwa zweijährigen Neandertalerkindes, fotografiert in der David H. Koch Hall of Human Origins des National Museum of Natural History der Smithsonian Institution

Dederiyeh ist die in der urgeschichtlichen Archäologie gängige Bezeichnung für einen mittelpaläolithischen Fundort beim Afrintal in Syrien, das 60 m über dem Wadi Dederiyeh liegt. Der Name ist kurdisch und bedeutet etwa ‚Zwei Eingänge‘. Bei dem Fundort handelt es sich um eine Höhle im Nordwesten des Landes, die Dederiyeh-Höhle, die Überreste von mindestens 17 Neandertaler-Individuen barg. Anhand eines der dort entdeckten Kinderskelette ließ sich nachweisen, dass Neandertalerkinder eine ähnlich lange Kindheit wie heutige Kinder hatten, während bis dahin angenommen wurde, dass deren Dauer eher der der Primaten entsprochen hätte.

## Entdeckung, Datierung
Die Höhle wurde 1987 entdeckt und wird seither ausgegraben; ihr Eingang ist 15 m breit und 8 m hoch, dabei ist die Höhle 60 m tief und bis zu 40 m breit. Eine Art breiter Kamin im hinteren Höhlenteil bot den frühen Bewohnern ausreichend Tageslicht. Insgesamt ließen sich 15 Schichten mit einer Gesamthöhe von 3 m unterscheiden. Diese ließen sich in vier Hauptgruppen einteilen, wobei alle vier Einheiten mit Schicht B des israelischen Fundorts Tabun korreliert werden konnten. Diese wurden dem levantinischen Moustérien zugeordnet. In den Schichten 11, 6 und 3 fanden sich Feuerstellen.

## Menschliche Überreste, Begräbnisplatz
Berühmt wurde der Fundort durch die Entdeckung der ersten beinahe vollständigen Skelette von Neandertalern in der nördlichen Levante. Am 23. August 1993 entdeckte ein Archäologenteam unter Leitung von Takeru Akazawa in der besagten Höhle in Schicht 11 ein erstes Kinderskelett, das auf über 50.000 Jahre datiert wurde. Es bestand aus etwa 200 Knochen. Fundstelle war eine runde Grube von 2,5 m Durchmesser und 1,5 m Tiefe, die einen ebenen Boden besaß. Darin fanden sich neben dem Skelett stark abradierte und zerbrochene Feuersteine in großer Zahl, die mittelpaläolithische Kennzeichen aufwiesen, hinzu kam Keramik aus dem 7. und 6. Jahrhundert v. Chr. Eine abermalige Nutzung als Feuerstelle lässt sich für die Zeit vor etwa 2000 Jahren in der obersten Schicht belegen.
Während der Grabungskampagne der Jahre 1997 und 1998 wurde in der Nordsektion in Schicht 3 ein zweites Kinderskelett entdeckt, das den Namen Dederiyeh 2 erhielt. Beide Kinder wiesen Anzeichen einer rituellen Beisetzung auf. Dabei war Dederiyeh 1, wie das erste Kinderskelett genannt wurde, ausgesprochen vollständig erhalten. Im Jahr 2000 kam es zur Freilegung von Skelettteilen 15 weiterer Individuen.
Dederiyeh 2, das zweite Kinderskelett, war ebenfalls umgeben von Feuersteinen und Knochenfragmenten. Allerdings waren die Überreste des Kindes weniger gut erhalten; auch maß die Grube nur 70 mal 50 cm, und sie war nur 25 cm tief. Sie befand sich am unteren Rand von Schicht 3. In der Grube befanden sich 14 für das Moustérien typische Feuersteingeräte, dazu über 100 Abfallstücke von Abschlägen sowie eine Reihe von Tierknochen, darunter ein großes Fragment von Schildpatt. Die Stelle wurde als Begräbnisplatz interpretiert, der allerdings gestört war. So lagen die Knochen nicht mehr an ihrem ursprünglichen Ort. Doch konnten sie alle einem Individuum zugeordnet werden, denn alle gehörten derselben Entwicklungsphase an, und kein Knochen war doppelt vorhanden. Wahrscheinlich lässt sich die Verstreuung der Knochen durch die Einwirkung von Wasser und die Tätigkeit von Tieren erklären.
Die Entdecker verließen sich bei Dederiyeh 1 nicht auf die traditionelle morphologische Analyse und Klassifizierung. So versuchte man die Schnittspuren zu untersuchen und Skelett, Bewegungsweise und Wachstumsabfolgen des Kindes zu rekonstruieren. Diesem als The Neanderthal Resuscitation Project bezeichneten Vorhaben gelang es, das Skelett soweit möglich wiederherzustellen und die fragilen Knochen zu sichern. Dabei ermittelte man eine Größe des Kindes von etwa 80 cm. Das Alter ließ sich anhand der Milchzähne auf etwa zwei Jahre bestimmen, doch sind zu dieser Zeit die Geschlechtsmerkmale am Skelett noch nicht so ausgebildet, dass man entscheiden konnte, ob es sich um ein Mädchen oder einen Jungen handelte. Im Vergleich zu heutigen Kindern war der Kopf größer, ebenso wie die Knochen insgesamt. Während der Nasenknochen sehr groß ist, ragt das Kinn kaum hervor, das Schambein – das Becken ist noch nicht zusammengewachsen, Darmbein, Schambein und Sitzbein sind also noch getrennt – ist verhältnismäßig groß. Was fehlt, sind die Knochen des Gesichtes. Dieses ließ sich jedoch auf der Grundlage der Gesichtsknochen von Dederiyeh 2 rekonstruieren, das von einem gleichfalls zwei Jahre alten Kind stammt. Auf diesen Grundlagen ließ sich ein vollständiges Modell des Neandertalerkindes entwickeln, ebenso wie es gelang, die Bewegungsabläufe zu rekonstruieren.

## Tierische Überreste, Jagdbeute
Über 70 % der vorgefundenen Tierknochen stammten von Ziegen und Schafen. Vertreten waren die Wildformen Capra aegagrus und Ovis ammon, die in Schicht 11 sogar über 80 % der Knochen stellten. In Schicht 3 hingegen schwand ihr Anteil etwa auf die Hälfte, während nun Cervus elaphus (Rothirsch), Dama mesopotamica, Wildschwein und Bos primigenius stark vertreten waren. Diese Tierarten bevorzugten ein feuchteres und gemäßigtes Klima. Entsprechend diesem Klima standen in dem Tal Wälder, wozu der Nachweis von Zürgelbäumen und vielen Feuerstellen in Schicht 3 passen.
Insgesamt lassen sich vier Phasen unterscheiden. Von Schicht 15 bis 12 dominieren sehr trockene Gebiete bewohnende Huftiere, was sich zwar in den Schichten 11 bis 7 fortsetzt (der Anteil von Wildziegen und dergl. liegt bei etwa 80 %), jedoch nimmt der Anteil der Steppenbewohner und der gemäßigteren Zonen zu. In den Schichten 6 bis 3 steigt der Anteil der Tiere gemäßigter Zonen stark an, so dass Cervidae etwa 30 % der Tiere stellen. Auerochsen tauchen auf. In den Schichten 1 und 2 herrschen schließlich Waldbewohner vor. Es lässt sich also feststellen, dass das Klima sich in vier Stufen veränderte, nämlich von einer sehr trockenen Steppe, in der vor allem die Wildziege gejagt wurde, dann tauchten Gazellen in einer schon weniger trockenen Umgebung auf. Diesen trockenen Phasen folgten zwei feuchtere mit Rothirschen und Damwild, schließlich eine feuchte Phase mit Waldbewohnern wie dem Wildschwein.
Die geringe Zahl an Carnivorenknochen, nämlich nur 0,3 % des Bestandes, weist darauf hin, dass die Tiere durch Menschen eingetragen wurden. In diese Richtung weist auch, dass nur ein einziger Knochen, der eines Auerochsen, Nagespuren aufweist, und dass hingegen zahlreiche Knochen Schnittspuren und solche von Schlägen aufweisen. Allein 20,9 % der Knochen weisen Spuren von Feuer auf. Außerdem erweisen die Spuren und die Zusammensetzung der Jagdbeute, dass die Bewohner jagten, jedoch eventuell Aas nicht verschmähten. Darauf weist die Anwesenheit von Nashorn- und Aucherochsenknochen hin. Christophe Griggo nahm an, dass die Neandertaler Aas nur bei sehr großen Tieren akzeptierten.